# Legio VII Claudia
Legio VII Claudia was een Romeins legioen. Het werd ook wel legio VII Paterna (de oude) of legio VII Macedonica genoemd. Het embleem van het legioen was de stier.

## De Gallische oorlog
Legio VII werd voor 59 v.Chr. opgericht. Het 7e legioen was een van de vier oorspronkelijke legioenen waarmee Julius Caesar in 58 v.Chr. aan de verovering van Gallië begon en werd door hem bij naam genoemd in de strijd met de Nerviërs in 57 v.Chr. Begin 56 v.Chr. brak een opstand uit onder de Galliërs: Publius Licinius Crassus had zijn winterkamp met het 7e legioen opgeslagen in het gebied van de Andécaves, de oorspronkelijke bewoners van Anjou. Hij had officieren naar de dichtstbijzijnde stammen gestuurd om voedselvoorraden te verzamelen, en hierbij werden verscheidene van zijn officieren door de Veneti en andere stammen vastgehouden. De Veneti werden te land en op zee verslagen; de raadgevers van de Veneti werden geëxecuteerd en Caesar liet de rest van het volk als slaven verkopen. In 55 v.Chr. viel Caesar met twee legioenen, waaronder het 7e, voor de eerste maal Britannia binnen. Een jaar later was het 7e legioen weer van de partij bij tweede inval in Britannia, ditmaal met vijf legioenen en even zoveel cavalerie. in 52 v.Chr. versloeg het 7e legioen met twee andere legioenen onder bevel van Titus Labienus de Galliërs onder leiding van Camulogenes bij Lutetia. Na de vernietiging van het Gallische leger onder leiding van Vercingetorix bij Alesia vocht het 7e legioen in de afsluitende gevechten tegen de Bellovaci.

## De burgeroorlogen
Tijdens de Romeinse burgeroorlog vocht het legioen in de zomer van 49 v.Chr. bij het Spaanse Ilerda en in 48 v.Chr. in de slag bij Dyrrhachium en de slag bij Pharsalus tegen de troepen van Pompeius. In 46 v.Chr. versloegen ze in de slag bij Thapsus de legers van Publius Cornelius Scipio Salvito, koning Juba van Numidië en Caesars vroegere strijdmakker in Gallië Titus Labienus. Het jaar daarop ontvingen de legionairs stukken land in Italië voor de bewezen diensten.
Toen Caesar in 44 v.Chr. werd vermoord, besloten vele soldaten terug te keren in het leger om Caesars geadopteerde zoon Gaius Julius Caesar Octavianus, de latere keizer Augustus, te steunen. Het legio VII werd heropgericht en ze vochten in verschillende veldslagen voor Augustus, waaronder de veldslag bij Philippi in 42 v.Chr. tegen de moordenaars van Julius Caesar, Brutus en Cassius, die uiteindelijk verslagen werden en zelfmoord pleegden.

## De Donau

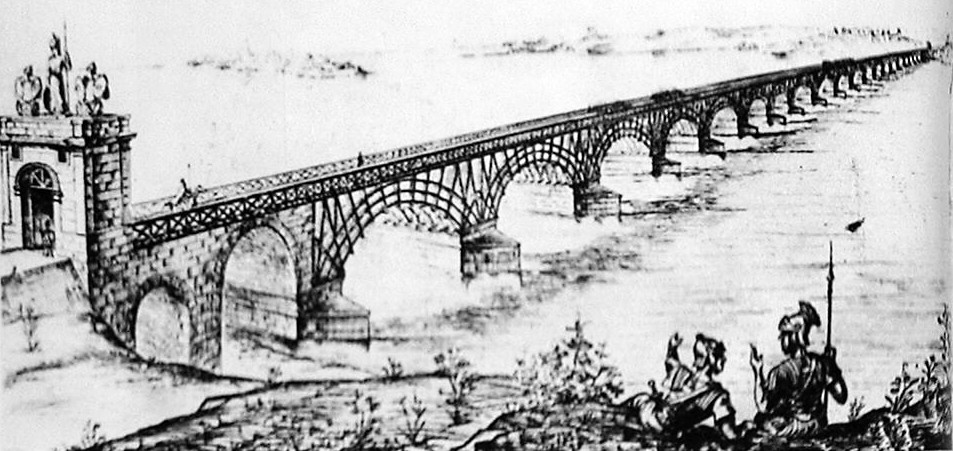
De waarschijnlijk door het legio VII Claudia gebouwde brug van Trajanus, die van 105 tot 270 bestond.

In 36 v.Chr. bevond het legioen zich in Gallië en later in Mauretania en Galatia. Rond het jaar 10 werd het 7e legioen in Tilurium in Dalmatia gestationeerd. Hier kwam in 42 de gouverneur van Dalmatia in opstand tegen de nieuwe keizer Claudius. Het 7e en 11e legioen wisten de opstand snel neer te slaan en ontvingen de eretitel Claudia Pia Fidelis; vanaf nu heette het legioen dus Legio VIII Claudia Pia Fidelis. Rond 58 werd het legioen overgeplaatst naar de provincie Moesia.
Mede dankzij de steun van het 7e legioen werd generaal Vespasianus tijdens het Vierkeizerjaar uiteindelijk tot de nieuwe keizer uitgeroepen. Na de terugkeer naar Moesia vocht het 7e mee in de Dacische Oorlogen. Het is zeer waarschijnlijk dat de soldaten van het legio VIII Claudia hier rond 105 de 1135 meter lange brug van Trajanus over de Donau hebben gebouwd. Ook werd een weg en een kanaal bij de stroomversnellingen van de IJzeren Poort aangelegd. In 106 wist Tiberius Claudius Maximus, een soldaat van het 7e legioen, de Dacische koning Decebalus gevangen te nemen.

## Tweede eeuw
Van ongeveer 110 tot 160 bevond het legioen zich in het Midden-Oosten, waar tegen de Joden en de Parthen werd gevochten. Daarna keerde het legioen terug naar Europa, waar onder keizer Marcus Aurelius de Marcomannenoorlog werd uitgevochten, die werd bemoeilijkt door een pestepidemie die duizenden slachtoffers maakte. In 193 hielp het legioen Septimius Severus op de troon.

## Derde en vierde eeuw

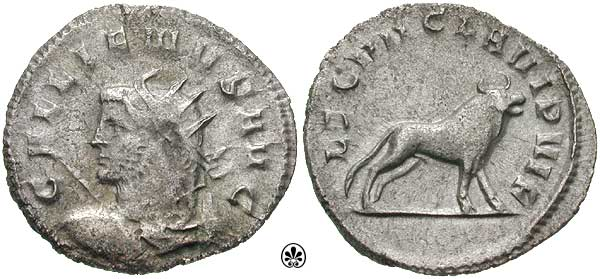
Munt van Gallienus als eerbetoon aan VII Claudia. Opschrift op de voorzijde: GALLIENVS AVG. Op de achterzijde: LEG VII CLA VI P VI F (Legio VII Claudia, zes maal trouw, zes maal loyaal)

Eind derde eeuw moesten de Romeinse gebieden ten noorden van de Donau worden opgegeven, waarbij het 7e legioen zware verliezen leed. In 269 wist het legioen onder keizer Claudius Gothicus de Visigoten te verslaan en had het Romeinse Rijk een tijdje rust. Legio VII Claudia steunde keizer Gallienus in zijn strijd tegen Postumus en ontving diverse eretitels, waarvan de laatste Pia VII Fidelis VII (7 maal trouw, 7 maal loyaal) was. Eind vierde eeuw was het legioen nog steeds aan de Donau gestationeerd.